# Carlos Clos Gómez
Carlos Clos Gómez (Saragossa, Aragó, 30 de juny de 1972) és un exárbitre de futbol aragonès de la Primera Divisió d'Espanya. Va pertànyer al Comitè d'Àrbitres de l'Aragó.

## Trajectòria
Va començar arbitrant futbol sala el 1987, i una temporada després es va passar al futbol. Després d'anar ascendint escalafons com a àrbitre va aconseguir posicionar-se com un jove amb futur en l'arbitratge aragonès, es va projectar ràpidament el seu ascens a la segona divisió "B" la temporada 1997/98, on va romandre quatre campanyes. El juliol de 2001 li van comunicar el seu ascens al futbol professional, a la segona divisió, on va romandre dirigint partits durant cinc temporades. Després de finalitzar la temporada 2005/06 va ascendir a Primera Divisió d'Espanya, categoria en què va debutar amb el partit entre el Real Club Esportiu Espanyol i el Club Gimnàstic de Tarragona (0-1).
Va dirigir el partit d'anada de la Supercopa d'Espanya de 2012 entre el Futbol Club Barcelona i el Reial Madrid Club de Futbol (3-2).
El 17 de maig de 2013 va ser l'encarregat de dirigir la final de la Copa del Rei entre el Reial Madrid Club de Futbol i el Club Atlètic de Madrid (1-2).
El 29 de març de 2014 l'aragonès va arbitrar el seu partit número 150 en la Primera Divisió d'Espanya entre el Real Club Esportiu Espanyol i el Futbol Club Barcelona.
El 19 de novembre de 2014 es va lesionar passant les proves físiques, concretament la prova de resistència consistent a córrer 2.000 metres en menys d'un temps estipulat. El col·legiat va estar apartat dels terrenys de joc durant més d'un mes i va tornar-hi, després d'haver passat la repesca de les proves físiques, el 3 de gener amb un Elx CF - Vila-real CF.
Va dirigir el derbi madrileny d'anada dels vuitens de final de la Copa del Rei de la temporada 2014/15 entre Atlètic de Madrid i Reial Madrid (2-0).
La carrera arbitral de Clos Gómez va acabar, després d'onze temporades actives en primera divisió, la temporada 2016/17 a causa de la regla del Comitè Tècnic d'Àrbitres de retirar tots els àrbitres que durant la temporada en curs complissin 45 anys. Clos Gómez va néixer el 30 de juny de 1972, però la temporada comença l'1 de juliol de cada any, així doncs, al final de la temporada 2016/17, i per només un dia, Clos Gómez va complir 45 anys i va haver de retirar-se.
L'últim partit de lliga que va dirigir va ser el Granada Club de Futbol-Real Club Esportiu Espanyol (1-2) el 19 de maig de 2017.
L'últim`partit de la seva carrera arbitral va ser la final de la copa del rei de futbol, celebrada el 27 de maig de 2017 a l'Estadi Vicente Calderón, un partit que seria el darrer oficial per a tots dos, tant per a Clos Gómez com per a l'Estadi Vicente Calderón. Aquesta final va enfrontar el Futbol Club Barcelona i el Deportivo Alavés (3 – 1).
Després de la seva retirada va ser nomenat responsable del Projecte VAR per part del Comitè Tècnic d'Àrbitres

## Internacional
L'1 de gener de 2009 se li va concedir l'escarapela FIFA, i va debutar el 23 de juliol de 2009 en el partit de segona ronda classificatòria de l'Europa League, entre l'equip belga KAA Gent contra el belarús FC Naftan Novopolotsk (1-0).
Clos Gómez va acudir amb l'equip arbitral de Carlos Velasco Carballo actuant en les funcions d'àrbitre assistent d'àrea a l'Eurocopa 2012 celebrada a Polònia i Ucraïna
Així mateix, ha dirigit partits de preparació per al Mundial de Brasil 2014 i ha actuat d'àrbitre assistent addicional en diversos partits de fases finals de Lliga de Campions de la UEFA.

## Premis
- Xiulet d'or de Primera Divisió (2): 2008 i 2013
- Trofeu Vicente Acebedo (1): 2013